# 以撒·華茲

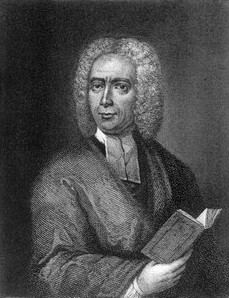
艾萨克·瓦茨

艾萨克·瓦茨（英語：Isaac Watts，1674年7月17日—1748年11月25日）是英国17世纪一位多产的赞美诗作者、公理会牧师、神学家和逻辑学家，一生创作了大约750首圣诗，被称为“英文圣诗之父”。他的许多圣诗至今仍被广泛传唱，并且已经被翻译成许多种语言。

## 生平
以撒·華茲的童年是生長在英國國教對改革者的壓迫下，父親在英國的南安普敦作布商，受過高等教育，在詩歌和藝術上像他的父親多馬‧華滋 （Thomas Watts） 一樣有造詣。父親是一位不隨英國國教者，曾在參加聚會時被政府逮捕入獄，出獄後，有兩年時間獨自匿居在倫敦。母親莎拉‧陶頓 （Sarah Taunton） 是法國人，因逃避法國天主教對新教徒的聖巴多羅買大屠殺，隨父親來到英國。以撒·華茲為長子（其後有七個弟妹），四歲時父親就教他拉丁文，母親帶領他讀聖經，對聖經的了解有穩固的基礎。幼時便對閱讀發生興趣，當母親給他零用錢時，會追在母親身後喊著：「給我買一本書，一本書，一本書」。他語言上的天份，再加上對當時宗教壓迫下的深刻印象，影響了他日後對聖詩的創作。
以撒·華茲在十歲左右便能出口成詩，他從品漢牧師學習拉丁文、希臘文、希伯來文和法文約有十年，老師看出他的潛能，認為前途無可限量。在十五歲時他接受了基督，同時有主的呼召，要他全時間事奉神。一位南安普敦的史畢德醫生，願意資助他到牛津大學深造，以切斷與獨立教會的關係為條件，遭到以撒·華茲的拒絕。當時要就讀牛津或劍橋大學必須認同英國國教，畢業後要為英國國教服務，以撒·華茲在十六歲時離開家，到倫敦附近一間由獨立教會成立的紐溫頓學院 （The Academy of Newington Green） 受教育。由於徹夜不眠的閱讀，以撒·華茲患了多年的失眠症，四年後，他回到南安普敦家裏有兩年半的時間。
在南安普敦，他隨著父親在公理會作禮拜，當時教會崇拜僅僅吟誦押韻的詩篇，未能反映基督的榮美，遂問他在詩歌讚美中有否新的方式？在默想中，他以聖經的詩篇，譜寫成新約時代的聖詩。詩歌的創作早在一六九一年，十七歲時即開始，一七Ｏ二年在教堂吟唱他第一部《聖詩》（Sacred Lyrics）時，尚未付印出版。《聖詩集》（Hymns and Spiritual Songs）是在牧養教會期間創作的。英國國教對以撒·華茲吟唱聖詩的方式給與饞謗，說他割裂經文，把經文轉變成詩的體材，直到一七三四年聖公會的高層人士，讚揚他對所有宗派的供獻。
以撒·華茲先是在哈托普爵士 （Sir John Hartopp） 家裏擔任家庭教師；之後在哈托普夫婦聚會的馬可巷教堂擔任助理牧師，他的講道有內涵能打動人心，唯一令會眾不滿的，是他講道完便消失無蹤，會友不知他是體弱多病，常多日困於病榻。待身體恢復健康後接任牧師職位，他住進豪力斯弟兄提供的小房間，在此有了密室生活，當他的健康不允許主領聚會時，就送出一封信件，其中信息正回應一些信徒的屬靈問題。
同樣文學造詣很高的伊利沙白‧辛嘉（Elizabeth Singer）小姐，讀了以撒·華茲的詩就想會晤他，及至見面卻因以撒·華茲面帶病容的外貌怯步，以撒·華茲向伊利沙白求婚，遭她拒絕道：「我只能這樣說，我羨慕寶石，但我也同樣羨慕裝上寶石的盒子」。
以撒·華茲失望的情緒，在他第二部詩集《愛上危險的寵物》可體會出：
地上萬物何等虛空！多麼虛假，而又多麼赤裸裸！每個歡樂都含有毒素，每顆糖果是一個網羅
以撒·華茲終身未娶，伊利沙白‧辛嘉則成為羅德夫人（Elizabeth Rowe），彼此以信件取得心靈的共鳴，越發讚賞以撒·華茲的羅德夫人，不再羨慕裝著寶石的盒子。
以撒·華茲的詩歌被人應用的例子眾多，列舉一二；司布真的祖父母都非常喜愛以撒·華茲的詩歌，祖母零錢鼓勵年輕的司布真背誦，之後司布真在每次講道時都可找到配合的詩歌。《哎呦！救主真曾流血！》（Alas！and My Saviour bleed？）這首詩歌曾感動美國盲眼女詩人芬妮‧克羅斯比（Fanny Jane Crosby）在聚會中得著重生的平安。一八六一年在印度洋海島上食人的通加族（Tonga），經過宣教士四十年的耕耘後，由國王率五千人民以一首《耶穌必為普世君王》（Jesus shall reign），舉行奉教禮。中國的倪柝聲弟兄翻譯了幾首以撒·華茲的詩歌，編寫於《小羊詩歌》中。
他在一七二○年為兒童出版了《兒童聖詩集》；在一七二一年出版了《讀和寫英文的藝術》被人推薦給學校採用；在一七二四年出版《邏輯學》，此書成為牛津大學和劍橋大學的標準教科書；一七二六年著《天文與地理常識簡易課程》也成了教科書。一七二八年著《兒童禱告文》；一七三Ｏ年寫的《聖經問答題》曾多次再版；其它尚有《本體論簡明課程》、《神學中的正確答案》、《思維的善用──第一部份》等作品，使他獲得英國愛丁堡大學和阿伯丁大學頒贈神學博士學位。

## 其他作品
除了是一位伟大的圣诗作者以外，以撒·華茲也是一位神学家和逻辑学家，写了许多这些方面的著作，

## 圣诗
著名圣诗:
- 普世欢腾Joy to the world! （格奥尔格·弗里德里希·亨德尔谱曲）
- Come ye that love the Lord （often sung with the chorus [and titled] "We’re marching to Zion"）
- Come Holy Spirit, heavenly Dove
- Jesus shall reign where’er the sun
- 神是我们永远保障（O God our help in ages past）
- 我每静念那十字架（When I survey the wondrous cross）
- 哎呀！救主真曾流血？（Alas! and did my Saviour bleed）（页面存档备份，存于）
- 主日（This is the day the Lord has made）
- 我神我爱我的永分（My God，My Portion，and My Love）

他的许多圣诗收录在卫理公会圣诗集“Hymns and Psalms”中。